# П'єр Фату
П'єр Жозе́ф Луї Фату́ (фр. Pierre Joseph Louis Fatou; нар. 28 лютого 1878, Лор'ян, пом. 9 серпня 1929, Порніше) — французький математик та астрономом. Працював здебільшого в галузі голоморфної динаміки.

## Біографія

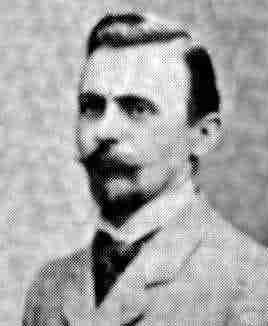
П'єр Фату.

П'єр Фату був наймолодшим з чотирьох дітей Проспера Ернеста Фату (1832—1891) та онуком Жана-Батіста Амбруаза Фату (1786—1858). У сім'ї Фату було багато морських офіцерів. Родина також очікувала від П'єра кар'єри у війську, але через погане здоров'я він вибрав інший напрямок.
П'єр Фату закінчив ліцей у Лор'яні, де Еміль-Огюст Шартьє був викладачем на заняттях з філософії, а потім — на підготовчих заняттях у Коледжі Станіслава у Парижі. У 1898 році Фату вступив до Вищої нормальної школи у Парижі. Він успішно здав конкурскний екзамен математики в 1901 р., а після закінчення школи отримав посаду помічника-астронома (пізніше — асистента астронома) в Паризькій обсерваторії.
Здійснював подвійну діяльність як астроном і як математик. У 1907 р. захистив докторську дисертацію під назвою Тригонометричні ряди та ряди Тейлора, у якій він використав створену ним теорію інтегралу Лебега.
У 1906 році він почав досліджувати ітерацію раціональних дробів і отримав перші загальні результати. Знову взявся за це в 1917 році, після того як Французька академія наук оголосила Велику премію з математичних наук з цього питання. Опублікував дві записки в «Трудах Академії наук» з новими результатами. У той же час математик Гастон Жуліа відкладає запечатані конверти, що містять подібні результати. Після того, як Жуліа завив і отримав пріоритет у грудні 1917 року, Фату продовжує працювати над цією темою, але перестає змагатися за премію, залишаючи дорогу відкритою для Жуліа (який і отримав її). Свої результати він опублікував у трьох великих статтях, що вийшли у 1919 і 1920 роках.
Фату створив галузь математики, що відповідає вивченню голоморфних функцій (з комплексними змінними). Він займався вивченням ітерацій аналітичних функцій. Першим представив і вивчив множину Жуліа. Деякі основні результати голоморфної динаміки також були отримані самостійно Гастоном Жуліа та Самуелем Латтесом у 1918 році. Робота у сфері голоморфної динаміки сильно пожвавилася з 1982 року завдяки новим відкриттям Денніса Саллівана, Адріена Дуаді, Джона Габбарда та інших.

Прекрасні зображення, що ілюструють цю теорію, вироблені сучасними комп'ютерами, стимулюють великий інтерес не лише серед математиків, а й за межами математичної спільноти.

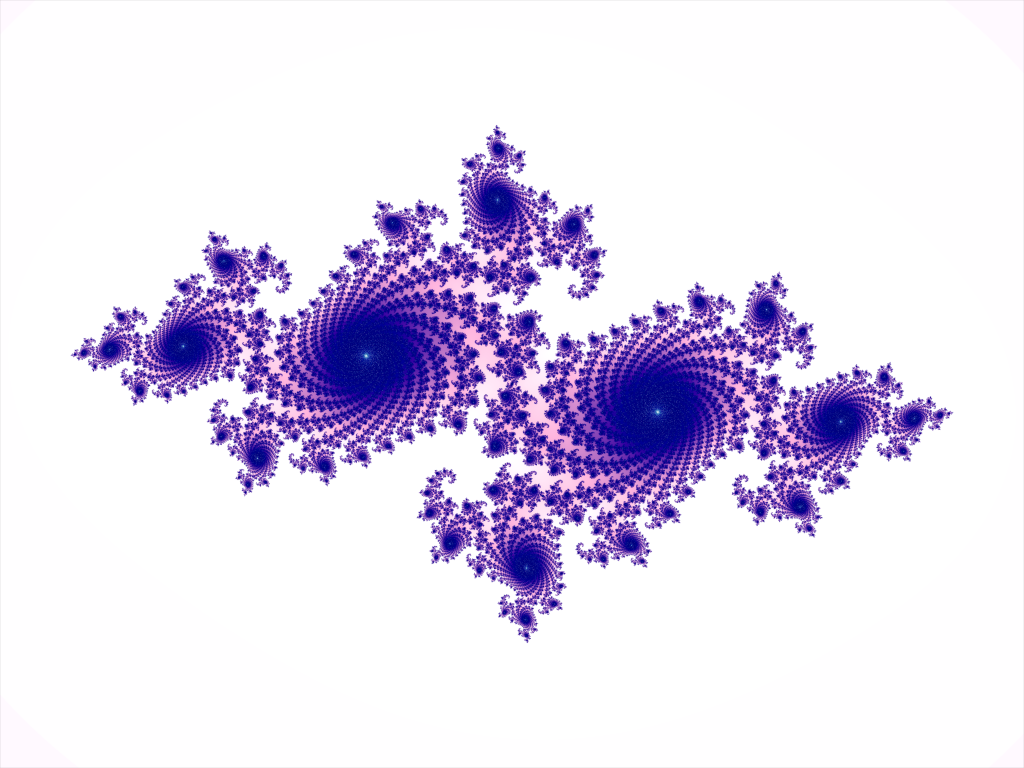
Множина Жуліа

Як побічний продукт своїх досліджень у голоморфній динаміці Фату відкрив те, що сьогодні називають . Це субдомени складного простору розмірності n, які біголоморфно еквівалентні цілому простору (ці області не можуть існувати при n = 1). Фату провів важливу роботу в галузі небесної механіки. Він був першим у 1928 році, хто ретельно довів теорему (висловлену Гаусом) про середнє значення збурення, що виникає через періодичну силу короткого періоду. Цю роботу продовжили Леонід Мандельштам, Микола Боголюбов та його учні і яка, таким чином, розвинулася у велику галузь сучасної прикладної математики. Інші дослідження Фату в галузі небесної механіки включають дослідження руху планети в стійкому середовищі.
У 1926 році Фату був одним з першопрохідців у вивченні динаміки цілих трансцендентних функцій, предмет, який інтенсивно розроблявся в той час.
П'єр Фату публікував математичні статті про складний аналіз та небесну механіку та книгу про фуксіанські групи; зробив численні астрономічні спостереження, зокрема подвійних зірок.
Незважаючи на всі ці роботи, його кар'єра була тиха і скромна: титулярним астрономом він став лише в 1928 році, за рік до смерті.
Був дуже активним членом Математичного товариства Франції, членом якого він став у 1904 р., а у 1926 р. навіть був його головою. 
У 1918 році отримав премію Берекеля, а у 1923 став кавалером ордена Почесного легіону.
Його іменем названо алею в саду консерваторії Шато-де-Суає в Плоемері (передмістя Лор'яна).

## Математичні дослідження Фату

Множина Жуліа

Робота Фату мала великий вплив на розвиток аналізу в XX столітті.
Фату цікавився зокрема рекурентними рядами виду
{\displaystyle Z\to Z^{2}+c}, где Z — число в комплексної площини у формі {\displaystyle Z=x+iy}
{\displaystyle Z_{0}=x+iy}
{\displaystyle Z_{1}=Z_{0}^{2}+c}
{\displaystyle Z_{2}=Z_{1}^{2}+c=(Z_{0}^{2}+c)^{2}+c=Z_{0}^{4}+2cZ_{0}^{2}+c^{2}+c}
{\displaystyle Z_{3}=\cdots .}
Фату особливо цікавився випадком {\displaystyle Z_{0}=0}, який пізніше був проаналізований обчислювальними методами Бенуа Мандельбротом. Графічне зображення, що породжується цим рядом у комплексній площині, часто називають множиною Мандельброта.
Докторська дисертація Фату про тригонометричні ряди та ряди Тейлора (1906) була першим застосуванням інтеграла Лебега для вирішення проблем аналізу для вивчення аналітичних та гармонічних функцій. У своїх роботах Фату вивчав інтеграл Пуассона. На цю роботу Фату мав вплив Анрі Лебег, який створив цю теорему в 1901 році.
Теорема Фату, яка стверджує, що обмежена аналітична функція на площині має обмеження майже в будь-якому місці кола, була опублікована в 1906 році. Ця теорема лежить в основі великої кількості математичних досліджень обмежених аналітичних функцій у XX століття.